# Pfunderer Bach
Der Pfunderer Bach (auch Pfundersbach, italienisch Rio di Fundres) ist ein rechter Zufluss der Rienz in Südtirol mit einer Länge von 20,8 Kilometern. Der Pfunderer Bach entwässert das Pfunderer Tal mit einem Einzugsgebiet von 103 km². Er wird im Verlauf bei Niedervintl und oberhalb von Pfunders zur Stromerzeugung abgeleitet.